# Yingshanosaurus
Yingshanosaurus is een geslacht van uitgestorven plantenetende ornitischische dinosauriërs, behorend tot de Stegosauria, dat tijdens het Laat-Jura leefde in het gebied van het huidige China. De typesoort is Yingshanosaurus jichuanensis.

## Vondst en naamgeving
In 1983 groef een team onder leiding van Wang Jihou in Sechuan de resten op van een nog onbekende stegosauriër. In 1984 meldde Zhou Shiwu de vondst waarbij de fossielen kort beschreven werden; ze waren pas vanaf januari dat jaar geprepareerd. In 1985 gebruikte hij de naam Yingshanosaurus jichuanensis tijdens een symposium in Toulouse. De lezingen daar werden gepubliceerd in 1986. Meestal werd aangenomen dat de naam een nomen nudum bleef wegens het ontbreken van een voldoende beschrijving. In 1994 werd daarin voorzien door zijn collega Zhu Songlin, welke bij de opgravingen betrokken was geweest, die een sterk verbeterde beschrijving gaf. De geslachtsnaam verwijst naar de regio Yingshan, de 'gouden heuvels'. De soortaanduiding verwijst naar de vindplaats nabij Jichuan. Dat Zhu gepubliceerd had, drong lange tijd niet in het Westen door zodat daar de naam ten onrechte ook na 1994 als een nomen nudum beschouwd werd.
In 2006 meldde Susannah Maidment dat de fossielen zoek waren. De vondst, holotype CV OO722, betrof een relatief volledig skelet dat gedeeltelijk in verband lag, met een reeks van zeven ruggenwervels aan het bekken en heiligbeen verbonden. Verder zijn er zeven staartwervels gevonden, zeven chevrons, een stuk linkerschoudergordel, een linkeropperarmbeen, een linkerspaakbeen, een middenhandsbeen, een linkerdijbeen, een linkerscheenbeen, een linkerkuitbeen, vier mogelijke middenvoetsbeenderen en een teenkootje. Ook negen beenplaten zijn aangetroffen en een linkerschouderstekel. De halswervels en achterste staartwervels ontbraken. Van de schedel waren slechts botfragmenten over die geen informatie verschaften over de bouw ervan. Het gaat om een volwassen exemplaar. Het is afkomstig uit de laatste bovenste Shaximiaoformatie die dateert uit het Oxfordien-Kimmeridgien en ongeveer 157 miljoen jaar oud is. De fossielen maken, of maakten, mochten ze echt verloren zijn gegaan, deel uit van de collectie van het Chongqing Natuurhistorisch museum.

## Beschrijving

### Grootte en onderscheidende kenmerken
Yingshanosaurus heeft een geschatte lichaamslengte van ruim vier meter en een gewicht van zevenhonderd kilogram.
Zhu gaf enkele onderscheidende kenmerken aan. De ruggenwervels zijn ongeveer tweemaal zo hoog als breed. De doornuitsteeksels zijn bovenaan overdwars verbreed. De zijuitsteeksels maken in vooraanzicht een hoek van zestig graden met de doornuitsteeksels. Er zijn in ruime zin vijf sacrale wervels maar daarvan zijn slechts vier volledig vergroeid met de darmbeenderen. Verschillende achterste ruggenwervels zijn met het heiligbeen vergroeid. De gaten tussen de sacrale ribben zijn bijna gesloten. Van de sacrocaudale wervel heeft de bovenkant van het doornuitsteeksel een naar achteren krommende verbreding waarvan het uiteinde niet gevorkt is. Het opperarmbeen heeft negenenzestig procent van de lengte van het dijbeen. De osteodermen op de rug zijn plaatvormig en staan in symmetrische paren. Naar moderne normen zijn dit grotendeels geen echte autapomorfieën, unieke afgeleide eigenschappen. Zhu beklemtoonde echter dat hij een nauwe bekendheid had met alle stegosauriërs die in Sechuan waren gevonden. Hij verzekerde de lezer dat Yingshanosaurus een duidelijk verschillende soort was, wat vooral zou blijken uit de plaatvormige doornuitsteeksels, de specifieke hoeken die de zijuitsteeksels over de reeks heen maken, de robuuste bouw van de doornuitsteeksels en de voorste en achterste ledematen; en de afgeplatte rugplaten. Hierbij moet echter bedacht worden dat hij de beschrijving van Gigantspinosaurus uit 1992 niet in zijn artikel heeft kunnen meenemen.

### Skelet

#### Wervelkolom
De voorste ruggenwervels zijn ongeveer even hoog als breed en vermoedelijk licht amficoel. Ze zijn ingesnoerd en hebben geen kiel aan de onderzijde. De wervelboog is matig hoog maar het ruggenmergkanaal is breed. Er bevinden zich secundaire uitsteeksels boven de zijuitsteeksels. De zijuitsteeksels maken een hoek van vijftig graden met de doornuitsteeksels. Die laatste zijn plaatvormig en matig hoog maar de precieze lengte is onbekend door erosie. De voorste gewrichtsuitsteeksels maken in vooraanzicht een V-hoek met middenin een overdwars gewelfde uitholling.
Bij de amfiplatte middelste ruggenwervels zijn de doornuitsteeksels hoger. Bij deze, eveneens ingesnoerde, wervels zijn ook de wervelbogen hoger, inclusief het ruggenmergkanaal. De parapofyse ligt hoger, aan de basis van het zijuitsteeksel, daarvan gescheiden op een lichte verhoging en met een ovaal facet. De voorste gewrichtsuitsteeksels maken een matige V-hoek. De achterste ruggenwervels verschillen hiervan weinig, zij het dat de doornuitsteeksels duidelijk hoger zijn en meer naar achteren hellen met een overdwars verdikt bovenste uiteinde. Hun zijuitsteeksels maken een hoek van zeventig graden met de doornuitsteeksels.
De eerste sacrale wervel is niet aan het heiligbeen verbonden. De overige vier vormen een hecht geheel met een naadloze verbinding tussen zijuitsteeksels, sacrale ribben en de darmbeenderen. Er zijn drie ovale depressies tussen de ribposities maar die zijn slechts van onderen doorboord door kleine gaten van een centimeter doorsnede. De sacrale wervels hebben geen kielen. De vijf doornuitsteeksels zijn vergroeid en lopen van voor naar achter op.
De eerste staartwervel is vrij kort met een holle facet vooraan en een vlakke achteraan. Dit maakte het mogelijk goed met de staart te zwiepen. Het doornuitsteeksel is hoog en plaatvormig, iets naar achteren hellend, bovenaan verbreed en ongevorkt. De wervelboog is relatief hoog, inclusief ruggenmergkanaal. De zijuitsteeksels zijn driehoekige platen die aan het uiteinde wat omhoogsteken. De tweede staartwervel is langer met een staafvormig doornuitsteeksel met een ronde doorsnede. Bij de drie overige gevonden voorste staartwervels is het wervellichaam langer met holle facetten aan beide zijden, dus amficoel. Hun zijuitsteeksels zijn staafvormig en steken horizontaal uit lager dan het niveau van de voorste gewrichtsuitsteeksels. De staafvormige doornuitsteeksels zijn hoog en bovenaan licht gezwollen. Bij de twee middelste staartwervels die aangetroffen zijn, is het ruggenmergkanaal nog verticaal uitgerekt. Hun doornuitsteeksels zijn plaatvormig, hellen sterker naar achteren en halen niet het niveau van de voorste wervels. Hun uiteinden zijn niet meer gezwollen. De chevrons ofwel haemaalbogen zijn lang en driehoekig. Hun bovenuiteinden zijn niet gevorkt: ze zijn per paar verbonden door een beenbrug. Aan het onderste uiteinde bevindt zich een verbreding naar voren en achteren.
De ribschachten zijn erg recht en maken een hoek van honderdtien graden met de lijn lopend tussen de ribkoppen. Zhu zag dit als een aanwijzing voor een brede romp.

#### Ledematen
Het schouderblad is naar achteren gebogen en aan het bovenste uiteinde verbreed. In de interpretatie van Zhu is de processus acromialis zwak ontwikkeld en neemt het ravenbeksbeen daarvan de positie op de voorrand in. Achteraan steekt het schouderblad in een scherpe punt achter het ravenbeksbeen uit. Het ravenbeksbeen is ovaal van vorm met een dikke opstaande onderrand.
Het opperarmbeen is tamelijk kort, met een lengte van veertig centimeter, met een nauwe schacht, vijfentachtig millimeter breed, tussen een verbreed onderste uiteinde van negentien centimeter en een enorme deltopectorale kam aan de bovenste voorkant. De bovenkant is achtentwintig centimeter breed. De kop ervan is robuust en ruw.
Het gevonden spaakbeen is 305 millimeter lang. Het spaakbeen is bovenaan en onderaan verbreed en middenin ingesnoerd. Het is iets gebogen. Het bovenvlak is ovaalvormig en licht uitgehold. Het ondervlak is driehoekig met de punt naar de buitenzijde gericht.
Het middenhandsbeen is vermoedelijk het tweede van de linkerhand. Het heeft een lengte van negenentachtig millimeter. Het loopt vrijwel verticaal met een rechte binnenkant en buitenkant, de achterzijde is iets uitgehold. De onderste zijkanten zijn iets ingesnoerd. Onderaan bevindt zich een ruwe verdikking. Het ondervlak is hol met een uitstekende richel binnenin.
Het darmbeen, waarvan beide elementen gevonden zijn, heeft een lengte van tachtig centimeter. Het voorblad steekt schuin naar voren, buiten en iets beneden. Het eindigt plots in een stompe punt waarvan het vlak driehoekig is. Van beneden bezien is de antitrochanter, het bovenvlak van het heupgewricht, diep, met een aan de voorkant plots oprijzend aanhangsel voor het schaambeen. Van de schaambeenderen zijn links en recht de processus praepubici bewaard gebleven, de voorste uitsteeksels. Die zijn plat en iets van voren verbreed. Het foramen obturatum is naar beneden geopend. Het linkerzitbeen is bewaard gebleven, zevenenveertig centimeter lang. De schacht ervan is afgeplat en licht gebogen, ingesnoerd onder een robuust hoofdlichaam dat contact maakt met het darmbeen, met een driehoekige doorsnede. Op de achterrand bevindt zich een bult. De tak naar het schaambeen is afgeplat. De holte tussen de takken naar het darmbeen en het schaambeen vormt de achterrand van het heupgewricht.
Het dijbeen heeft een lengte van 675 millimeter. Het is recht met een holle achterkant. De trochanter minor is niet sterk ontwikkeld. De vierde trochanter is relatief ver naar buiten geplaatst. De trochlea tussen de onderste gewrichtsknobbels is diep uitgehold. Het scheenbeen heeft een lengte van zesenveertig centimeter. Het heeft een vlak, licht uitgehold, bovenvlak met achteraan twee condylen. De schacht is ingesnoerd. Onderaan is het vergroeid met het sprongbeen. Het aldus gevormde onderste gewrichtsvlak is zadelvormig. Het kuitbeen is iets langer dan het scheenbeen en heeft een dunne S-vormige en staafvormige schacht. Het bovenuiteinde is verbreed, het onderste uiteinde vergroeid met de enkel. Er zijn vier elementen gevonden die middenvoetsbeenderen kunnen zijn maar Zhu identificeerde deze onder voorbehoud daar een verwarring met de middenhandsbeenderen mogelijk was. Ze hebben de typische stegosaurische vorm met verbrede uiteinden en gladde zijkanten met een verbreding waar ze elkaar raakten. Ze hebben een lengte van acht à negen centimeter. Het vermoedelijke derde middenvoetsbeen is wat breder dan het vermoedelijke eerste. Het gevonden kootje, vermoedelijk een teenkootje, toont geen bijzondere kenmerken. Het is vier centimeter lang.

### Osteodermen
Van de negen aangetroffen rugplaten zijn er vijf vrij gaaf bewaard gebleven.
Vanaf het begin van de nek tot aan het midden van de staart stond een dubbele rij van ongeveer vijftien paar verticale beenplaten, die aan de huid vastzaten. De beenplaten zijn vrij kort en driehoekig of vijfhoekig. Het staartuiteinde was vermoedelijk bezet met stekels maar is niet teruggevonden.
In het schouderbereik stonden twee afstaande schouderstekels, spinae parascapulares, die als vleugels uitstaken. De linkerschouderstekel is bewaard gebleven. Deze stekel heeft een typische vorm, die Zhu vergeleken met een '6'. De basis die contact maakte met het schouderblad en gedeeltelijk in de huid geborgen moet zijn geweest, is zeer groot en plat een heeft de vorm van een trapezium. Hieruit ontspruit de eigenlijke stekel die vermoedelijk schuin naar boven en achteren gericht was na een plotse knik. Dit stuk is veel smaller en heeft een vrij rechte schacht die maar iets naar achteren buigt. Ook dit stuk is wat plat maar heeft aan de buitenkant een versterkende richel. Naar achteren toe versmalt deze stekel; de punt ervan is plots afgebroken maar dit is een vermoedelijk gevolg van een beschadiging. De combinatie van een brede basis met een plotse knik is wel omschreven als 'vleugelvormig'. Basis en stekel zijn ieder ongeveer veertig centimeter lang. In vorm en relatieve grootte komt de schouderstekel sterk overeen met die van Gigantspinosaurus.
De rugplaten zijn relatief kort. Ze zijn ongeveer driehoekig of vijfhoekig met een wat bollere voorkant. Ze steken niet scherp omhoog zoals bij Tuojiangosaurus maar hebben meer de vorm van de platen van afgeleide Stegosaurinae hoewel ze niet zo groot zijn. Net als bij deze vormen zijn de platen al bijna direct boven de vier centimeter dikke basis overdwars afgeplat tot en missen dus een verdikte kern die tot de punt doorloopt. Het zijn dus geen splates, tussenvormen tussen een spine en een plate. Eén vijfhoekige plaat van vijftien centimeter hoogte, die Zhu voor op de rug plaatste, had een trog in de punt die kennelijk niet het gevolg was van een beschadiging. De grootste plaat heeft een basislengte van twintig centimeter bij een hoogte van vijftien centimeter. De platen op de basis van de staart waren driehoekiger en spitser, met een ruw oppervlak. Twee ervan zijn vrijwel gelijk in profiel en grootte maar lijken een paar te vormen. Zhu leidde daaruit af dat alle platen in twee rijen stonden, een opstelling van die verschillende verwanten bekend is. Er zijn ook wat kleine driehoekige plaatjes die vermoedelijk op het midden van de staart stonden.

## Fylogenie
Yingshanosaurus werd door Zhou binnen de Stegosauridae en door Zhu meer bepaald in de Stegosaurinae geplaatst. Dit was niet gebaseerd op een exacte kladistische analyse maar op een kwalitatieve beoordeling van de ontwikkelingsgraad van de ledematen en de rugplaten. Zhu meende dat Yingshanosaurus de meest afgeleide bekende Chinese stegosauriër uit het Jura was.

## Levenswijze
Yingshanosaurus leefde in beboste gebieden, waar het zich voedde met bodemplanten. Het dier had sterke achterpoten, waarop het zich kon oprichten om aan hoog groeiende planten te geraken.